# Pierre Lafitte
Pour les articles homonymes, voir Lafitte.
Pierre Antoine Baptiste René Lafitte est un journaliste, un éditeur et un patron de presse français né le 3 mai 1872 à Bordeaux et mort le 13 décembre 1938 à Paris.
Ouvert aux idées venues d'outre-Atlantique et aux nouvelles techniques de communication comme le cinématographe, il est à l'origine de formats de presse illustrés novateurs en France et de la première publication des aventures d'Arsène Lupin.

## Biographie

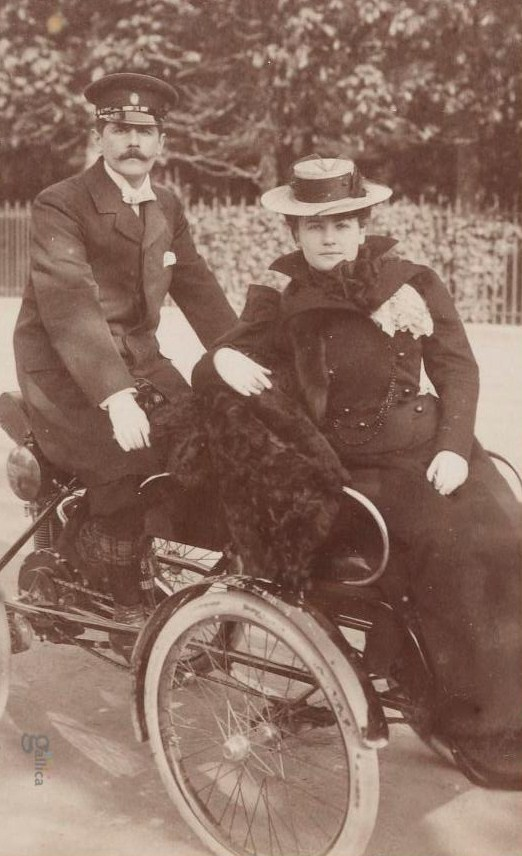
M. et Mme Pierre Lafitte sur un quadricycle à moteur vers 1898-1899, photographie par Jules Beau.

Pierre Lafitte est né et a grandi à Bordeaux, il est le fils de Marie Alexandrine Arquier et de Jean Lafitte, négociant. Au lycée, il se passionne pour le vélocipède. Bachelier, il ne rêve plus que de devenir journaliste sportif. Il entre alors à la rédaction de La Petite Gironde, un quotidien local, puis au Véloce-sport, un hebdomadaire sportif, qu'il contribue largement à moderniser ; il couvre le premier Bordeaux-Paris 1891.
Il monte à Paris en 1892 et se fait embaucher comme journaliste à L'Écho de Paris par Valentin Simond. Il travaille également comme vendeur pour l'entreprise Cycles Humber, ainsi que pour diverses autres revues cyclistes.
En 1897, il est nommé rédacteur en chef de l'hebdomadaire La Vie au grand air, qu'il va transformer en magazine principalement illustré de reproductions de photographies : cette formule sort le 1er avril 1898 et Lafitte en prend les commandes.
Dans la foulée, il fonde « Les Éditions Pierre Lafitte et Cie » en 1899-1900 au 9-11 avenue de l'Opéra, il a 27 ans et se montre vite très ambitieux. Son principal concurrent est la famille Marc puis Baschet (L'Illustration) : Hachette n'a pas véritablement investi ce format, la presse illustrée principalement de photographies (Lectures pour tous sort en kiosque la même année moitié photos, moitié dessins), que Lafitte va en partie promouvoir en France. Le 5 janvier 1900, il fonde la Société anonyme d'éditions sportives (SAES) qui reprend l'hebdomadaire La Vie au grand air. La SAES se transforme bientôt en Société générale d'éditions illustrées. Il a pour directeur artistique de 1903 à 1910, Adolphe Cossard.
Il créa coup sur coup plusieurs périodiques comme Femina (lancé en février 1901), Album-Musica (de 1902 à 1915), Je sais tout (en février 1905), Fermes et Châteaux (en septembre 1905), Le Petit Magazine de la jeunesse (1906), La Parisienne (1911), et surtout Excelsior fondé en 1910, premier quotidien entièrement illustré qu'il finança en partie grâce à Basil Zaharoff. Pour cela, il crée de nouvelles structures éditoriales, comme la Société générale d'éditions illustrées.
En mars 1907, il rassemble dans un immeuble situé au 90 avenue des Champs-Élysées l’ensemble de ses activités, bureaux de la rédaction et de l’administration, ateliers de photogravure et de composition, ainsi que trois nouvelles activités : une salle d’exposition ; un théâtre de 600 places, le Femina, et un studio de photographie, Fémina, photographie d’art, d'abord dirigé par le photographe Henri Manuel puis par Philiberte Beudot, future Philiberte de Flaugergues
Ne se limitant pas à la presse, Lafitte publie des albums abondamment illustrés « d’étrennes » à partir d'avril 1907, renouvelle ensuite le roman populaire en rééditant dans ses collections à bon marché les aventures d’Arsène Lupin, Rouletabille et de Sherlock Holmes illustré par Gaston Simoes de Fonseca, qui avaient été publiées en feuilleton dans Je sais tout. Il innove en créant une collection enfantine cartonnée et illustrée en couleur, sous la direction de Franc-Nohain, la « Lilliput-Bibliothèque », et l’« Idéal-Bibliothèque », laquelle est lancée en juillet 1909 à 95 centimes le volume. Sous la direction d'Henry Roujon, il fonde en 1909 une collection, « Les Peintres illustrés / Artistic-Bibliothèque », proposant des reproductions de tableaux en couleurs et sous volumes cartonnés, ou bien encore la collection « Les Grands Hommes » sous la direction de Jules Clarétie.
En 1904, il cofonde avec Hachette le prix littéraire Femina-Vie Heureuse puis lance également en 1908 la coupe Femina, renommée par la suite Trophée Pierre Lafitte, une compétition de golf féminine, suivie en 1910 d'un prix homonyme réservée aux aviatrices.
Le 11 octobre 1906, il est nommé chevalier de la Légion d'honneur sous le parrainage de Maurice Sarraut, puis en août 1914, officier, sous celui cette fois de Basil Zaharoff.
Au milieu de la Première Guerre mondiale, le journal Excelsior n’est plus assez rentable, Pierre Lafitte doit alors céder une partie de son fonds à la maison Hachette, dont certaines de ses publications périodiques comme Je sais tout et ses éditions en 1916, ainsi que ses locaux situés au 88-90 avenue des Champs-Élysées dans lesquels il avait ouvert le théâtre Femina. En 1917, Paul Dupuy, fils de Jean Dupuy qui était le directeur du Petit Parisien et le fondateur en 1913 du magazine La Science et la Vie, rachète une autre partie des titres dont Excelsior et créé la société Excelsior Publications.
En 1920, il fonde le Syndicat des directeurs de journaux sportifs.
Pierre Lafitte va rester, par contrat, directeur littéraire, puis directeur technique de ses éditions reprises par Hachette qui lui permet de fonder un magazine mensuel intitulé Flirt - littérature, arts, élégance en 1922, puis de fusionner en partie La Vie au grand air en un nouveau mensuel, Très sport, « le seul magazine technique et pratique de l'automobile et de tous les sports rédigé par les champions », qui prendre fin en 1926.
Au cours des années 1920, Lafitte passe une grande partie de son temps dans le sud de la France. Infatigable, il fonde alors La Gazette de Biarritz en 1921 et La Gazette de la Riviera en 1925, son pendant méditerranéen.
Au cours des années 1930, alors que toute la presse est ébranlée par la crise, il devient un conseiller attentif auprès de grands titres comme Le Figaro (directeur technique et vice-président), Paris-Soir ou L’Intransigeant.
Le 31 octobre 1938, il est élevé au rang de commandeur de la Légion d'honneur et meurt le 13 décembre à Paris, âgé de 66 ans.

## Arsène Lupin
Les premières éditions d’Arsène Lupin ont été publiées dans Je sais tout dès 1905. En 1904, Pierre Lafitte demanda à Maurice Leblanc d’écrire un roman policier dont le héros soit aussi brillant que Sherlock Holmes en Angleterre. Léo Fontan est le dessinateur des jaquettes. Cependant, plusieurs dessinateurs ont participé aux illustrations internes comme Maurice Toussaint, Roger Broders ou Manuel Orazi. C’est toutefois Léo Fontan qui donne à Lupin ce visage fin et ironique avec le monocle et la canne. Cette image est toujours vivace, plus d'un siècle après sa création.

## Distinctions
- Commandeur de la Légion d'honneur (1938)
- Commandeur de l'ordre de Charles III